# Fairmont (Caroline du Nord)
Fairmont est un village dans le comté de Robeson en Caroline du Nord. Sa population s'élevait à 2 663 habitants au recensement de 2010.

## Démographie
| 1900 | 1910 | 1920  | 1930  | 1940  | 1950  |
| ---- | ---- | ----- | ----- | ----- | ----- |
| 432  | 730  | 1 000 | 1 314 | 1 993 | 2 319 |

| 1960  | 1970  | 1980  | 1990  | 2000  | 2010  |
| ----- | ----- | ----- | ----- | ----- | ----- |
| 2 286 | 2 827 | 2 658 | 2 489 | 2 604 | 2 663 |